# Кристоф фон Папенхайм
Кристоф фон Папенхайм (на немски: Christoph von Pappenheim; Christoph Marschall bzw. Marschalk von Pappenheim; * 1492; † 19 юни 1539) е епископ на Айхщет и княз-епископ на манастир Айхщет (1535 – 1539).

## Живот
Той е най-малкият син на наследствения маршал Вилхелм фон Папенхайм († 1508) и съпругата му Магдалена фон Рехберг († 1508), дъщеря на Албрехт фон Рехберг-Рамсберг († 1502) и Елизабет фон Елтер († 1475). Брат е на маршал Йоахим фон Папенхайм († 1536, Милано), Волфганг I фон Папенхайм († 1558) и Вилхелм фон Папенхайм († 1530, Дания) и на две сестри Елизабет и Магдалена. Роднина е на Георг фон Папенхайм, княжески епископ на Регенсбург (1548 – 1563), и с историка Матеус фон Папенхайм (1458 – 1541), домхер в Аугсбург. Племенник е на Каспар маршал фон Папенхайм, който е домхер в Айхщет (1477 – 1511), подарява Папенхаймския олтар в катедралата на Айхщет, и много се грижи за Кристоф. С негова помощ Кристоф получава място в катедралния капител в Айхщет и Констанц.
Кристоф фон Папенхайм е избран на 1 декември 1535 г. от катедралния капител на Айхщет за епископ, на 14 декември е прокламиран и на Великден 1536 г. е помазан за епископ от епископ Кристоф фон Щадион от Аугсбург. Въпреки доброто му възпитание той не е учен, не знае латински и бързо избухва.